# إيان راش

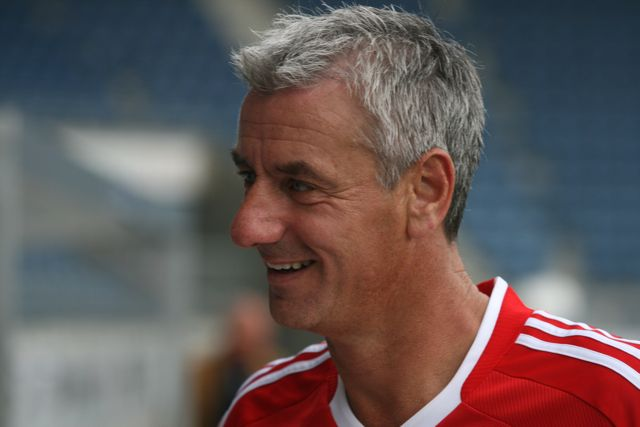
إيان راش

إيان جيمس راش ((بالإنجليزية: Ian James Rush)؛ مواليد 20 أكتوبر 1961 في سانت أساف، دنبيشير، ويلز)، هو لاعب كرة قدم ويلزي سابق، وهو هداف نادي ليفربول التاريخي وأفضل مهاجم بعد كيني دالغليش، وحاز على جائزة الحذاء الذهبي الأوروبي في عام 1984 ويُنظر لراش على أنه أحد أفضل لاعبي نادي ليفربول في التاريخ.
لعب مع منتخب ويلز لكرة القدم منذ عام 1980 وحتى عام 1996، وشارك معهم في 78 مباراة وسجل 28 هدف. كان راش هو الهداف التاريخي لمنتخب ويلز حتى تجاوزه غاريث بيل في 22 مارس 2018.
بالرغم من أن والديه من إنجلترا ويقطنون في منطقة قريبه من منطقة ويلز ويوم ولادته كان أقرب المستشفيات في منطقة ويلز وبالتالي أصبح ويلزي الولادة ولا يحق له ان يلعب في منتخب إنجلترا وبذلك كان يلعب في منتخب ويلز.

## روابط خارجية
- إيان راش على موقع IMDb (الإنجليزية)
- إيان راش على موقع ديسكوغز (الإنجليزية)
- إيان راش على موقع الاتحاد الدولي (مؤرشف)  (الإنجليزية)
- إيان راش على موقع الاتحاد الأوربي (الإنجليزية)
- إيان راش على موقع قاعدة بيانات كرة القدم.إي يو (الإنجليزية)
- إيان راش على موقع ناشيونال فوتبول تيمز (الإنجليزية)
- إيان راش على موقع Soccerway.com (الإنجليزية)
- إيان راش على موقع عالم كرة القدم.نت (الإنجليزية)